# 1829 في الولايات المتحدة
فيما يلي قوائم الأحداث التي وقعت خلال عام 1829 في الولايات المتحدة.

## سياسة

### تعيين في المنصب
- 1 يناير – إنوس طومسون ثروب نائب حاكم نيويورك [الإنجليزية]‏،حاكم نيويورك [الإنجليزية]‏.
- 1 يناير – مارتن فان بيورين حاكم نيويورك [الإنجليزية]‏،وزير الخارجية الأمريكي.
- 1 يناير – مونتفورت ستوكس عضو مجلس نواب كارولينا الشمالية.
- 4 مارس – أندرو جاكسون رئيس الولايات المتحدة.
- 4 مارس – إدوارد ليفينغستون عضو مجلس الشيوخ الأمريكي.
- 4 مارس – كليمنت كومر كلاي عضو مجلس النواب الأمريكي.
- 6 مارس – صامويل د. إنجهام وزير الخزانة الأمريكي.
- 9 مارس – جون إيتون وزير حرب الولايات المتحدة.
- 9 مارس – جون برانش الأمين العام.
- 9 مارس – وليام ت باري مدير مكتب البريد العام في الولايات المتحدة [الإنجليزية]‏.
- 19 أكتوبر – فيليكس جراندي عضو مجلس الشيوخ الأمريكي.
- 30 أكتوبر – جاريت دي وال حاكم نيو جيرسي [الإنجليزية]‏.
- 25 نوفمبر – غابرييل مور حاكم ألاباما [الإنجليزية]‏.
- 15 ديسمبر – جورج وولف حاكم ولاية بنسلفانيا [الإنجليزية]‏.

### انتهاء فترة المنصب
- 1 يناير – جورج وولف عضو مجلس النواب الأمريكي.
- 16 فبراير – سيلاس رايت عضو مجلس النواب الأمريكي.
- 3 مارس – إدوارد بيتس عضو مجلس النواب الأمريكي.
- 3 مارس – إدوارد ليفينغستون عضو مجلس النواب الأمريكي.
- 3 مارس – ريتشارد مينتور جونسون عضو مجلس الشيوخ الأمريكي.
- 3 مارس – صامويل د. إنجهام عضو مجلس النواب الأمريكي.
- 4 مارس – جون كوينسي آدامز رئيس الولايات المتحدة.
- 4 مارس – لويزا آدامز السيدة الأولى للولايات المتحدة.
- 4 مارس – هنري كلاي وزير الخارجية الأمريكي.
- 4 مارس – وليام ويرت نائب عام الولايات المتحدة.
- 5 مارس – ريتشارد راش وزير الخزانة الأمريكي.
- 9 مارس – بيتر بويل بورتر وزير حرب الولايات المتحدة.
- 9 مارس – جون إيتون عضو مجلس الشيوخ الأمريكي.
- 9 مارس – جون برانش عضو مجلس الشيوخ الأمريكي.
- 12 مارس – إنوس طومسون ثروب نائب حاكم نيويورك [الإنجليزية]‏.
- 12 مارس – مارتن فان بيورين حاكم نيويورك [الإنجليزية]‏.
- 16 أبريل – سام هيوستن حاكم تينيسي [الإنجليزية]‏.
- 16 أبريل – لويس ماكلين عضو مجلس الشيوخ الأمريكي.
- 8 أكتوبر – اينوك لينكولن حاكم مين [الإنجليزية]‏.
- 30 أكتوبر – جاريت دي وال حاكم نيو جيرسي [الإنجليزية]‏.
- 4 نوفمبر – جون فورسيث حاكم جورجيا [الإنجليزية]‏.
- 25 نوفمبر – جون ميرفي حاكم ألاباما [الإنجليزية]‏.

## مواليد

### مارس
- 16 مارس – جورج م. روبسون سياسي أمريكي.
- 24 مارس – اجناسيو ساراجوزا سياسي أمريكي.

### أبريل
- 16 أبريل – جون طومسون فورد مخرج مسرحي من الولايات المتحدة الأمريكية.

### مايو
- 27 مايو – جون غود سياسي أمريكي.

### يونيو
- 9 يونيو – وليام جيه ألين سياسي أمريكي.
- 16 يونيو – جيرانيمو

### يوليو
- 11 يوليو – تشارلز هنري سيمونتون

### أغسطس
- 7 أغسطس – روبرت روزفلت سياسي أمريكي.

### سبتمبر
- 7 سبتمبر – فيرديناند فانديفير هايدن
- 22 سبتمبر – ويليام وورث بيلناب

### أكتوبر
- 5 أكتوبر – تشستر آرثر رئيس الولايات المتحدة الأمريكية الأسبق.
- 15 أكتوبر – أساف هول عالم فلك أمريكي.

### نوفمبر
- 10 نوفمبر – نيوتن نايت مزارع ومحارب أمريكي.

### ديسمبر
- 9 ديسمبر – جون ارميا يعقوب سياسي أمريكي.
- 13 ديسمبر – لويس ميلر

## وفيات

### يناير
- 29 يناير – تيموثي بيكرنج (مواليد 1745) سياسي أمريكي.

### مارس
- 19 مارس – جون تايلور (مواليد 1742) سياسي أمريكي.

### أبريل
- 30 أبريل – وليام ديفيز (مواليد 1775) سياسي أمريكي.

### مايو
- 17 مايو – جون جاي (مواليد 1745) سياسي أمريكي.

### يونيو
- 6 يونيو – هنري ديربورن (مواليد 1751) سياسي أمريكي.

### سبتمبر
- 26 سبتمبر – غابرييل هولمز (مواليد 1769) سياسي أمريكي.

### أكتوبر
- 8 أكتوبر – اينوك لينكولن (مواليد 1788) سياسي أمريكي.

### نوفمبر
- 26 نوفمبر – بوشرود واشنطن (مواليد 1762) قاضي من الولايات المتحدة الأمريكية.
- 26 نوفمبر – توماس باك ريد (مواليد 1787) سياسي أمريكي.